# Alexander Ludwig
Alexander Richard Ludwig (sinh ngày 7 tháng 5 năm 1992) là một nam diễn viên và ca sĩ kiêm sáng tác nhạc người Canada.

## Tiểu sử
Alexander Ludwig sinh ra tại Vancouver, British Columbia. Anh là anh cả trong gia đình gồm bốn anh em: hai người em trai sinh đôi kém anh 3 tuổi và một em gái kém 7 tuổi. Cha anh là ông Harald Ludwig, hiện là một doanh nhân. Mẹ ông là bà Sharlene Ludwig, một cựu diễn viên.
Alexander từng phát biểu trong một buổi phỏng vấn: "Tôi có 1 trí tưởng tượng phong phú và tôi thích diễn xuất". Mặc dù mẹ anh từng là diễn viên từ khi rất trẻ nhưng Alexander đã phải thuyết phục bố mẹ rất nhiều để họ ủng hộ anh theo đuổi nghiệp diễn viên nhí. Bố mẹ anh tin rằng các diễn viên thiếu nhi có thể "chìm đắm trong thế giới không thật". Hơn thế nữa:Bố mẹ tôi thường không chắc chắn trong mọi chuyện. Bạn biết đấy, ngay với việc tôi làm một diễn viên nhí có thể bị bóp méo chút ít. Nhưng cuối cùng thì họ cũng nói: "Được thôi, nếu như đấy là những gì con muốn hãy đến và đạt lấy nó".
Ludwig mong muốn được theo đuổi nghiệp diễn xuất chuyên nghiệp hơn chứ không chỉ dừng lại là một diễn viên nhí. Anh nói: "Tôi hi vọng tôi có thể theo nghiệp diễn viên. Mục tiêu của tôi là làm được điều đó cho đến tận cuối đời."

## Sự nghiệp

### Tổng quan
Ludwig bắt đầu nghiệp diễn xuất khi anh mới 9 tuổi trong một chương trình quảng cáo đồ chơi mô phỏng theo truyện Harry Potter, một công việc đã giúp anh ký được hợp đồng với người đại diện và thu được nhiều hợp đồng quảng cáo hơn. Sau đó, anh tham gia vào bộ phim như Air Bud World Pup (2000), MXP: Most Extreme Primate (2003), Scary Godmother: The Revenge Of Jimmy (2005), Eve and the Fire Horse (2005), The Sandlot: Heading Home (2007), The Seeker: The Dark Is Rising (2007), và Race to Witch Mountain (2009). Ludwig đóng vai chính trong phim Quyền lực bóng đêm và Race to Witch Mountain.
Bên cạnh những bộ phim điện ảnh, Ludwig còn tham gia những bộ phim truyền hình. Anh đã tham gia một số bộ phim truyền hình như: A Little Thing Called Murder (2006), và các series phim truyền hình như The Dead Zone.

### PhimQuyền lực bóng đêm
Ludwig được nhận vai diễn chính trong bộ phim The Seeker: The Dark Is Rising (2007) sau vòng thử giọng đầy vất vả. Vòng thử giọng gồm một vòng loại 8 người trực tiếp tại Vancouver, Canada, và một vòng là thử giọng qua điện thoại với Ngài Phó Chủ tịch tại Studio. Sau đó là 3 vòng đấu loại 3 người trực tiếp tại Los Angeles. Rồi lại là một vòng phỏng vấn với Ngài Phó Chủ tịch qua chủ tịch, nhưng lần này la ở phòng của Ludwig trong khách sạn ở Los Angeles. Cuối cùng, người diễn viên còn 1 vòng thử giọng nữa, một thử thách cuối cùng trước khi anh có thể đảm nhận vai diễn của mình. Theo như anh tính toán, anh đã phải trải qua 16 vòng loại trước khi được nhận vai. Ludwig cuối cùng nhận ra rằng anh đã nhận được vai phỏng qua điện thoại khi đang thử áo trong một phòng thay đồ của một trung tâm mua sắm. Câu quá háo hức đến nỗi khi đang thử đồ trong phòng thay đồ ở trung tâm mua sắm. Với những kinh nghiệm diễn xuất hạn chế, cùng với việc anh sẽ tham gia bộ phim với tư cách là diễn viên chính, nhà làm phim đã thuê cho anh huấn luyện viên riêng. Về vị huấn luyện viên của mình, Ludwig nói: Quá tuyệt với và anh ấy tập với tôi cả ngày. Chúng tôi đi và làm việc cùng nhau trên xe. Anh ấy thực sự dạy tôi cách để hòa nhập với khoảng khắc. Tôi thật may mắn vì đã có anh ấy.
Mặc dù vậy, trong buổi họp mặt các diễn viên Ian McShane, Ludwig được dặn là phải bỏ ngoài tai mọi thứ người huấn luyện viên đã bảo cậu. Ludwig chọn cách bỏ ngoài tai lời khuyên của McShane, sau đó nói rằng cậu không chắc những gì cậu nghĩ đã là những gì McShane muốn nói. Với Ludwig, vị "huấn luyện viên thật tuyệt vời và anh ấy thực sự giúp tôi hòa nhập với cảnh và kết nối với nhân vật." Ludwig tin rằng những gì Shane muốn nói là về những cảnh họ đóng chung cùng nhau, những cảnh đó cần phải thay đổi cách diễn. Giữa tôi và anh ấy không có ai hết. Sẽ không ai chia rẽ được chúng tôi, và khoảnh khắc này chỉ là giữa tôi và Ian...và những gì anh ấy muốn nói là đừng bắt chước hay trở thành người khác, hãy tự nhiên và là chính mình. Anh ấy chỉ đang cố gắng giúp tôi hòa nhập với nhân vật và lúc ấy chỉ có tôi và anh ấy, mắt nhìn mắt, cùng nhau trải qua quãng thời gian ấy.